# Leptotyphlops australis
Leptotyphlops australis este o specie de șerpi din genul Leptotyphlops, familia Leptotyphlopidae, descrisă de Wilhelm Freiberg și Orejas-miranda 1968. Conform Catalogue of Life specia Leptotyphlops australis nu are subspecii cunoscute.